# Clavis physicae
Clavis physicae è un fortunato trattato teologico in forma di dialogo di Onorio Augustodunense, composto probabilmente tra il 1111 e il 1115.

## Contenuti
Il testo si presenta in forma di dialogo tra un maestro e il suo allievo. L'autore sostiene di aver scelto la forma dialogica seguendo l'esempio dei più grandi filosofi, tra cui Socrate, Platone, Cicerone ma anche Agostino e Boezio; tutti questi maestri infatti, avevano verificato come l'insegnamento fosse il metodo più efficace per introdurre un argomento di studio. Onorio sicuramente non lesse mai Platone, lo conobbe attraverso traduzioni e rielaborazioni, ma nell'opera emerge una conoscenza profonda e una replica perfetta del metodo socratico. 
La Clavis physicae è uno dei trattati cosmologici di Onorio e ha come oggetto, per la prima parte (parr.1-315) la semplificazione dei primi quattro libri del Peryphyseon (o De Divisione naturae) di Giovanni Scoto Eriugena, dei quali i primi due trattano di logica e teologia, il terzo di filosofia naturale e il quarto di antropologia; la seconda parte dell'opera (parr. 316-529) è invece una copia integrale del quinto libro, che tratta della teoria escatologica del ritorno delle creature a Dio. 
Onorio voleva probabilmente presentare una rielaborazione completa del De divisione ma la difficoltà di interpretazione di alcune questioni deve aver prevalso sul progetto originario e indotto il monaco alla trascrizione dell'ultima parte del suo modello. Nella seconda parte della Clavis le modifiche introdotte da Onorio consistono in una serie di tagli e lievi correzioni che non alterano né il contenuto né il lessico del De divisione. 
La rielaborazione dei primi due libri è discontinua e non adeguata al rigore speculativo del testo eriugeniano; la dottrina dell'apofatismo, l'analisi delle categorie aristoteliche, la teologia trinitaria, presentano aspetti non congeniali alla cultura di Onorio e nella Clavis subiscono tagli, distorsioni, fraintendimenti.
Al contrario, il terzo libro – in cui si specula sulla problematica dell'atto creatore e del rapporto tra Dio e mondo, sulla filosofia della natura, sull'esegesi esamerale con digressioni di fisica, biologia, astronomia – ha esercitato su Onorio forte suggestione: il rifacimento è molto accurato e non contiene riserve o censure di natura dottrinale. Il compendio del quarto libro-che tratta la problematica della creazione “ad immagine e somiglianza” e la filosofia dell'uomo risulta corretto. 
La fedeltà di Onorio al De divisione si manifesta anche nel trattamento delle fonti: mentre il prologo cerca di nascondere la prevalenza delle auctoritates greche, il compendio riproduce l'influenza della teologia orientale nel sistema eriugeniano. È costante, infine, il tentativo di semplificare il complicato testo del De divisione. 
Onorio elimina i momenti superflui del confronto dialogico, taglia le ripetizioni e le digressioni, introduce la forma sillogistica in alcune argomentazioni, uniforma il lessico, traslittera o traduce i vocaboli greci, corregge gli errori sintattici e grammaticali. La ricerca di un'esposizione agile e semplificata non offre solo risultati positivi: il riassunto o l'omissione di alcuni testi, per esempio, altera il ruolo degli interlocutori nel dialogo o determina fratture nel processo argomentativo.
Anche se nel 1225 papa Onorio III ordinò di bruciare come eretica l'opera dell'irlandese, lo scritto di Onorio godette di buona fortuna, contribuendo a diffondere il pensiero eriugeniano in Germania per gran parte del Medioevo, pur con i limiti di corretta esposizione che si riscontrano nella Clavis, dovuti a un'interpretazione errata del pensiero di Eriugena.

## Tradizione manoscritta
Le informazioni sulla tradizione manoscritta della Clavis fanno riferimento alle informazioni disponibili su Mirabile, pertanto potrebbero rappresentare una descrizione parziale. L'opera è contenuta in 7 manoscritti:
- Augsburg, Staats- und Stadtbibliothek, 8° 84, ff. 9r-109v [excerpta]
- Augsburg, Universitätsbibliothek, II.1.2° 35
- Bernkastel-Kues, Bibliothek des St. Nikolaus-Hospitals, 202, ff. 1r-202r
- Paris, Bibliothèque Nationale de France, lat. 6734
- Wien, Österreichische Nationalbibliothek, 5262
- Wien, Österreichische Nationalbibliothek, Ser. Nova 3605, ff. 1r-103v
- Zwettl, Bibliothek des Zisterzienserstifts, 298

Di questi, sei provengono dall'area germanica (3 dalla Germania e 3 dall'Austria) mentre l'ultimo è conservato a Parigi. I manoscritti tedeschi sono stati prodotti tra il XIV e il XV secolo; il viennese (Wien, Österreichische Nationalbibliothek, 5262) è del 1503. Il testimone parigino e gli altri due austriaci sono i più antichi: tutti e tre copiati nel XII secolo. 

## Edizioni
- Honorius Augustodunensis, ed. Joseph Anton Endres, pp. 140-5 [excerpta]
- Honorius Augustodunensis Clavis Physicae, ed. Paolo Lucentini, Roma 1974
- La «Clavis physicae» (316-529) di Honorius Augustodunensis, ed. Pasquale Arfé, Studio e edizione Napoli 2012, pp. 61-254